# Robert Siegler
Pour les articles homonymes, voir Siegler.
Robert S. Siegler, né à Chicago le 12 mai 1949, est psychologue et professeur de psychologie du développement à l'université Carnegie-Mellon, lauréat du prix de l'Association américaine de psychologie en 2005. Ses recherches s'inscrivent dans le champ du développement cognitif chez l'enfant, notamment en ce qui concerne la pensée mathématique et le raisonnement. 

## Biographie
Ses parents ont fui l'Allemagne nazie dans les années 1930. Il s'intéresse à l'histoire, fait une licence d'économie à l'université de l'Illinois puis s'inscrit à la Stony Brook University, en psychologie clinique, puis s'oriente vers la psychologie du développement. En 1974, il obtient un poste de professeur assistant à l'université Carnegie-Mellon de (Pittsburgh), où il réalise la totalité de sa carrière, devenant titulaire de la chaire Teresa Heinz.
Il a également été éditeur associé de la revue scientifique, Developmental Psychology.

## Activités de recherches
Ses travaux de recherche privilégient trois domaines, les choix stratégiques, les apprentissage à long terme et les applications des théories de psychologie cognitive dans le champ de l'éducation. Il a notamment proposé en 1996 un modèle de développement cognitif connu comme Overlapping waves. 
Il est l'auteur de nombreux ouvrages sur le développement cognitif, How Children Discover New Strategies, How Children Develop, Children’s Thinking, et son ouvrage Emerging Minds a été distingué par l'association des éditeurs américains en 1996, comme étant l'un des meilleurs livres de psychologie. Il a été membre du National Mathematics Advisory Panel.

## Distinctions
- 2004 : docteur honoris causa de l'université de Liège[5],[6]
- Docteur honoris causa de l'université catholique de Louvain
- 2005 : Distinguished Scientific Contributions to Psychology de l'Association américaine de psychologie (APA)[7],[8].

## Publications (sélection)
- Emerging minds. The process of change in children's thinking, Oxford, Oxford University Press, 1996  (ISBN 978-0195126631)
- Enfant et raisonnement. Le développement cognitif de l'enfant, De Boeck Université, 2001 ((en) Children's Thinking, avec Martha Wagner Alibali, Prentice Hall, 528 p.  (ISBN 978-0131113848))
- How Children Discover New Strategies, avec Eric A. Jenkins, Psychology Press, 1989  (ISBN 978-0805804720)